# 14. slovenska narodnoosvobodilna brigada »Železničarska«
Za druge 14. brigade glejte 14. brigada.
14. slovenska narodnoosvobodilna brigada »Železničarska« je bila brigada v sestavi Narodnoosvobodilne vojske in partizanskih odredov Jugoslavije in ki je delovala med drugo svetovno vojno na področju Kraljevine Jugoslavije.

## Zgodovina
Bila je ustanovljena 25. septembra 1943 v Novem mestu predvsem iz železničarskih delavcev. Imela je 3 bataljone s približno 600 borci. Septembra je bila pod neposrednim poveljstvom Glavnega štaba NOV Slovenije, od oktobra pa pod poveljstvom štaba Sedmega korpusa NOVJ. V začetku oktobra se je nahajala na območju jugovzhodno od Mokronoga. Med 11. in 12. oktobrom se je bojevala z Nemci v smeri Škocjan-Bučka, 13. in 14. oktobra pa je bila premeščena v Srednjo Vas, od tu pa 19.–21. oktobra na kočevski sektor, kjer je v naslednjih dneh skupaj z 9. slovensko brigado vodila hude boje proti močnejšim nemškim silam, ki so med oktobrsko ofenzivo prodirale v smeri Brod na Kupi-Kočevje. V teh bojih je brigada brez zadostnih bojnih izkušenj utrpela velike izgube in padla na le 200 borcev, zato se je do konca oktobra umaknila na območje Koprivnika in deloma na območje Dolenjskih Toplic. 18. novembra 1943 je bila razpuščena, njeno osebje pa premeščeno v enote 18. slovenske divizije NOVJ.

## Organizacija
- štab
- 3x bataljon